# Комацубара Місато
Місато Комацубара (28 липня 1992 , Токіо ) — японська фігуристка, що виступає у танцях на льоду, срібна призерка Олімпійських ігор.